# Guilherme de Hesse-Darmstadt
Guilherme de Hesse-Darmstadt (6 de novembro de 1845 – 24 de maio de 1900) foi o filho mais novo do príncipe Carlos de Hesse e do Reno.

## Família
Guilherme era o filho mais novo do príncipe Carlos de Hesse-Darmstadt e da princesa Isabel da Prússia. Entre os seus irmãos estava o grão-duque Luís IV de Hesse-Darmstadt, pai da czarina Alexandra Feodorovna da Rússia, e a princesa Ana de Hesse-Darmstadt, casada com o grão-duque Frederico Francisco II de Mecklemburgo-Schwerin. Os seus avós paternos eram o grão-duque Luís II de Hesse-Darmstadt e a princesa Guilhermina de Baden. Os seus avós maternos eram o príncipe Guilherme da Prússia e a duquesa Maria Ana de Hesse-Homburgo.

## Casamento e descendência
Tal como o seu irmão Henrique, Guilherme casou-se com uma mulher abaixo da sua posição no dia 24 de fevereiro de 1884 em Lorry, França. A escolhida foi a baronesa Josefina de Lichtenberg e juntos tiveram um filho:
- Gottfried de Lichtenberg (19 de novembro de 1877 – 6 de setembro de 1914), casado com Elisabeth Muller; com descendência. Foi morto em combate em França durante a Primeira Guerra Mundial.